# Walter Doerry
Walter Doerry (* 18. Juni 1880 in Wilhelmshaven; † 24. Oktober 1963 in Hildesheim) war ein deutscher Schauspieler und Regisseur bei Bühne und Film.

## Leben und Wirken
Der Offizierssohn hatte in Frankfurt am Main das Konservatorium besucht und in den ersten Jahren des 20. Jahrhunderts seine Bühnenlaufbahn als Schauspieler und wenig später auch als Regisseur begonnen. Zu seinen frühen Bühnenstationen bis zum Ersten Weltkrieg zählen Graudenz (Westpreußen), Lodz (damals zaristisches Russland, heute Polen), Danzig und Oldenburg. Nach dem Krieg wirkte Doerry auch in mehreren Filmen mit und führte bei einem sehr frühen Tonfilmexperiment (“Der sprechende Film”) auch Regie. 1923/24 reiste Doerry für eine Kinoproduktion (“Der Schrecken  der Westküste”) zu Dreharbeiten nach Westafrika.
Wieder in Deutschland kehrte Doerry zum Theater zurück und ging in der zweiten Hälfte der 1920er Jahre auf Bühnentournee nach Südamerika. Dort nahm er beispielsweise in der Spielzeit 1927/28 in Buenos Aires (Regie wie Darstellung) an der Aufführung der Stücke „Totentanz“, „Hedda Gabler“, „Der Biberpelz“, „Johannesfeuer“, „Frau Warrens Gewerbe“, „Meiseken“, „Die spanische Fliege“ und einigen weiteren teil. 
Wieder zurück in Berlin musste sich Doerry meist mit Verpflichtungen an Miniaturbühnen begnügen, wie etwa den christliche Botschaften verbreitenden Passionsspielen. In Berlin trat er auch als Theaterleiter in Erscheinung. Nebenbei wirkte er erneut sporadisch in Filmen mit. Von 1940 bis 1944 ging Doerry auf Wehrmachtstournee. Er stand 1944 in der Gottbegnadeten-Liste des Reichsministeriums für Volksaufklärung und Propaganda.
Nach dem Ende des Zweiten Weltkriegs wirkte er zunächst in Bad Pyrmont, ab 1948/49 am Stadttheater in Hildesheim. 1953 zog er sich in dieser norddeutschen Stadt ins Privatleben zurück.

## Filmografie
als Schauspieler, wenn nicht anders angegeben
- 1919: Karlchen macht Seitensprünge (Kurzfilm)
- 1921: Banditen
- 1922: Die Dame in Grau
- 1922: Gaukler der Straße
- 1922: Die Filibuster
- 1923: Lucifer
- 1923: Lachendes Weinen
- 1923: Der sprechende Film (Regie)
- 1923/25: Der Schrecken der Westküste
- 1929: Besondere Kennzeichen
- 1934: Nocturno
- 1935: Barcarole
- 1936: Donner, Blitz und Sonnenschein
- 1937: Tango Notturno
- 1938: Tischlein deck dich
- 1939: Zentrale Rio
- 1939: Seitensprünge
- 1940: Der Kleinstadtpoet